# Heidi Krings
Heidi Krings (* 30. März 1983 in Salzburg) ist eine ehemalige österreichische Snowboarderin.

## Werdegang
Krings, die für den SC Obertauern startete, fuhr im Dezember 1999 in Zell am See erstmals im Snowboard-Weltcup und belegte dabei den 28. Platz im Snowboardcross. Bei den Juniorenweltmeisterschaften 2000 in Berchtesgaden gewann sie die Silbermedaille im Parallel-Riesenslalom. Zudem errang sie dort den 55. Platz im Parallelslalom. Im folgenden Jahr holte sie bei den Juniorenweltmeisterschaften in Nassfeld im Parallel-Riesenslalom sowie im Parallelslalom jeweils die Silbermedaille. Nach Platz eins im Parallel-Riesenslalom beim Europacup in Kaunertal zu Beginn der Saison 2001/02, erreichte sie in Mont Sainte-Anne mit Platz drei im Parallelslalom ihre erste Podestplatzierung im Weltcup. Im weiteren Saisonverlauf siegte sie dreimal im Europacup und kam beim Weltcup in Bardonecchia im Riesenslalom sowie im Snowboardcross jeweils auf den dritten Platz und in Sapporo auf den zweiten Platz im Parallelslalom. Bei den Juniorenweltmeisterschaften 2002 in Rovaniemi holte sie die Goldmedaille im Parallel-Riesenslalom. Die Saison beendete sie auf dem siebten Platz im Gesamtweltcup und auf dem ersten Rang in der Parallel-Riesenslalomwertung des Europacups. In der Saison 2002/03 wurde sie mit zehn Top-Zehn-Platzierungen Achte im Gesamtweltcup und Vierte im Parallel-Weltcup. Dabei errang sie jeweils einmal den dritten und zweiten Platz und holte im Parallel-Riesenslalom am Serre Chevalier ihren einzigen Weltcupsieg. Beim Saisonhöhepunkt, den Snowboard-Weltmeisterschaften 2003 am Kreischberg, wurde sie Neunte im Parallelslalom. Bei den Juniorenweltmeisterschaften 2003 in Prato Nevoso wurde sie Fünfte im Parallel-Riesenslalom.
Nachdem Krings in den folgenden zwei Jahren vorwiegend Platzierungen im Mittelfeld belegte, errang sie in der Saison 2005/06 mit zwei Top-Zehn-Ergebnisse, darunter Platz zwei im Parallel-Riesenslalom im Le Relais, den 14. Platz im Parallel-Weltcup. Bei ihrer einzigen Olympiateilnahme im Februar 2006 in Turin wurde sie Zehnte im Parallel-Riesenslalom. In der Saison 2006/07 erreichte sie mit sechs Platzierungen unter den ersten Zehn, den 13. Platz im Parallel-Weltcup. Beim Saisonhöhepunkt, den Snowboard-Weltmeisterschaften 2007 in Arosa, fuhr sie auf den neunten Platz im Parallel-Riesenslalom. In ihrer letzten aktiven Saison 2008/09 belegte sie bei den Snowboard-Weltmeisterschaften 2009 in Gangwon den 14. Platz im Parallelslalom und bei ihren letzten Weltcup in Chiesa in Valmalenco den 23. Platz im Parallel-Riesenslalom. Ihre Schwester Doresia Krings war ebenfalls als Snowboarderin aktiv.

## Teilnahmen an Weltmeisterschaften und Olympischen Winterspielen

### Olympische Winterspiele
- 2006 Turin: 10. Platz Parallel-Riesenslalom

### Snowboard-Weltmeisterschaften
- 2003 Kreischberg: 9. Platz Parallelslalom
- 2007 Arosa: 9. Platz Parallel-Riesenslalom
- 2009 Gangwon: 14. Platz Parallelslalom

## Weltcupsiege und Weltcup-Gesamtplatzierungen

### Weltcupsiege
| Nr. | Datum        | Ort             | Disziplin             |
| --- | ------------ | --------------- | --------------------- |
| 1.  | 7. März 2003 | Serre Chevalier | Parallel-Riesenslalom |

### Weltcup-Gesamtplatzierungen
| Saison    | Gesamt | Gesamt | Snowboardcross | Snowboardcross | Parallel | Parallel | Parallel-Riesenslalom | Parallel-Riesenslalom | Parallelslalom | Parallelslalom |
| Saison    | Punkte | Platz  | Punkte         | Platz          | Punkte   | Platz    | Punkte                | Platz                 | Punkte         | Platz          |
| --------- | ------ | ------ | -------------- | -------------- | -------- | -------- | --------------------- | --------------------- | -------------- | -------------- |
| 1999/2000 | 76     | 67.    | 200            | 44.            | 73       | 54.      | 73                    | 54.                   | -              | -              |
| 2000/01   | -      | -      | -              | -              | -        | -        | -                     | 497                   | 41.            |                |
| 2001/02   | 434    | 7.     | 1460           | 12.            | 720      | 14.      | 1296                  | 24.                   | 176            | 5.             |
| 2002/03   | 382    | 8.     | 140            | 38.            | 5800     | 4.       | -                     | -                     | -              | -              |
| 2003/04   | -      | -      | -              | -              | 916      | 32.      | -                     | -                     | -              | -              |
| 2004/05   | -      | -      | -              | -              | 1790     | 22.      | -                     | -                     | -              | -              |
| 2005/06   | 2366   | 31.    | 266            | 39.            | 2100     | 14.      | -                     | -                     | -              | -              |
| 2006/07   | 2936   | 15.    | 390            | 22.            | 2546     | 13.      | -                     | -                     | -              | -              |
| 2007/08   | 1613   | 42.    | -              | -              | 1613     | 18.      | -                     | -                     | -              | -              |
| 2008/09   | 1343   | 49.    | -              | -              | 1343     | 22.      | -                     | -                     | -              | -              |